# Benicia
Benicia, fundada en 1850, es una ciudad ubicada en el condado de Solano en el estado estadounidense de California. En el año 2000 tenía una población de 26,865 habitantes y una densidad poblacional de 315.7 personas por km². Benicia fue la capital del estado de California entre el 11 de febrero de 1853 al 25 de febrero de 1854, pero fue movida a Sacramento, donde permanece hasta la actualidad, y también fue sede de condado del condado de Solano hasta 1858 pero fue movida a Fairfield.

## Geografía
Benicia se encuentra ubicada en las coordenadas 38°3′N 122°9′O / 38.050, -122.150. Según la Oficina del Censo, la ciudad tiene un área total de 40,4 km² (15,6 mi²), de la cual 33,4 km² (12,9 mi²) es tierra y 7 km² (2,7 mi²) (7.25%) es agua.

## Demografía
Según la Oficina del Censo en 2007 los ingresos medios por hogar en la localidad eran de $84,025, y los ingresos medios por familia eran $102,889. Los hombres tenían unos ingresos medios de $59,628 frente a los $39,893 para las mujeres. La renta per cápita para la localidad era de $31,226. Alrededor del 4.3% de la población estaban por debajo del umbral de pobreza.

## Historia

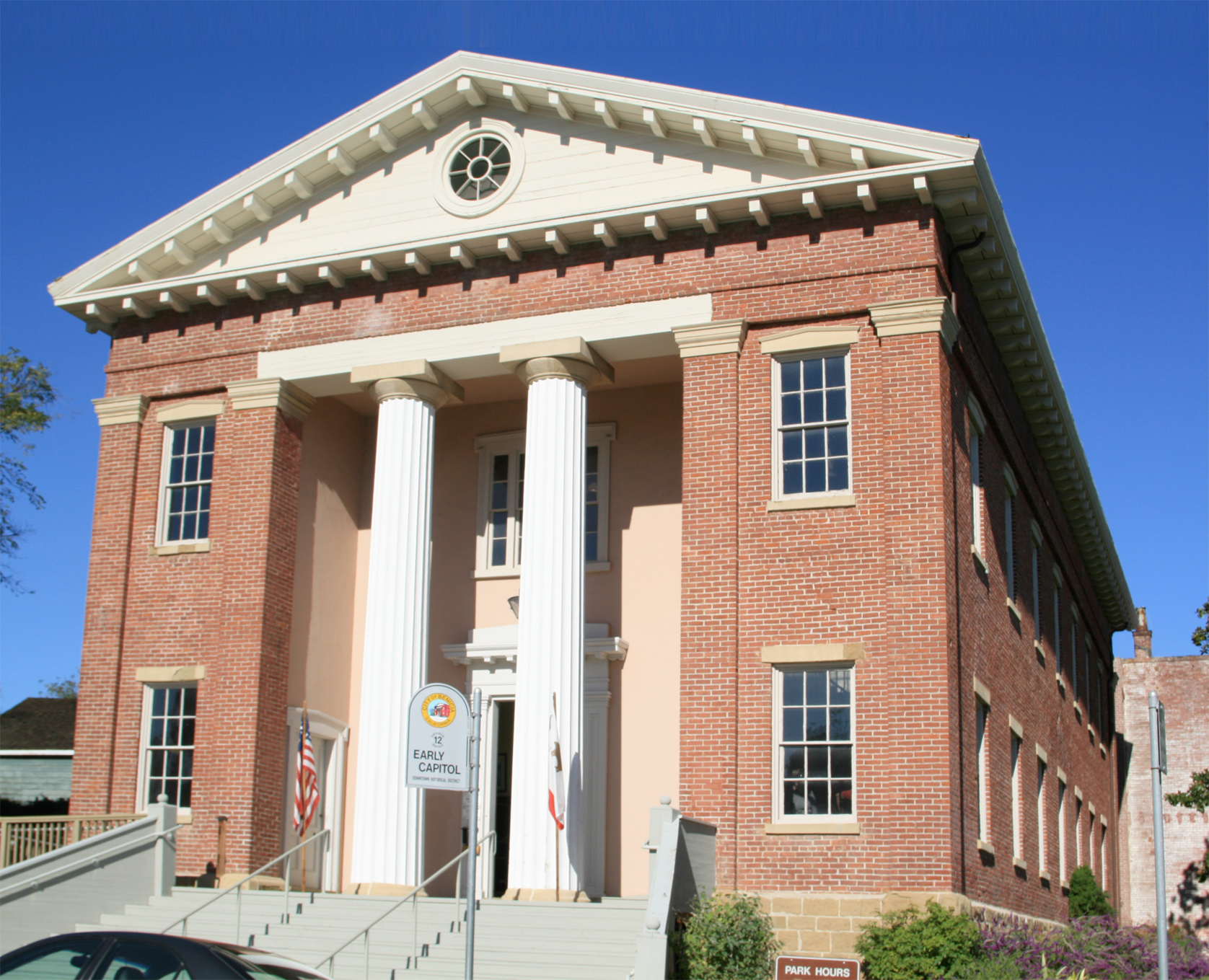
El tercer capitolio de California en Benicia. Las cámaras del Senado, en el primer piso y la cámara de la Asamblea arriba.

La ciudad de Benicia fue fundada el 19 de mayo de 1847 por Dr. Robert Semple, Thomas O. Larkin y el comandante general Mariano Guadalupe Vallejo, en terrenos vendidos a ellos por el General Vallejo en diciembre de 1846. Fue llamada así en honor a la esposa del general, Francisca Benicia Carillo de Vallejo. La intención del general era que la ciudad se llamara «Francisca», pero esta idea fue abandonada cuando la antigua ciudad de «Yerba Buena» cambió su nombre por el de «San Francisco». Así el segundo nombre de la mujer fue usado en su lugar. En sus memorias William Tecumseh Sherman sostiene que Benicia era el «mejor sitio natural para una ciudad comercial» en la región.

## Ciudades hermanas
- Tula de Allende, México, ciudad en el Estado de Hidalgo.